# Moscow River Cup
El Torneig de Moscou, conegut oficialment com a Moscow River Cup, fou un torneig professional de tennis que es disputava sobre terra batuda dins dels International Tournaments del circuit WTA femení i se celebrava al National Tennis Center de Moscou, Rússia. Només es va disputar una única edició del torneig.
El torneig va néixer en substitució del torneig de Bastad, que va seguir disputant-se en categoria masculina. Fou reemplaçat pel torneig de Jūrmala l'any següent.

## Palmarès

### Individual femení
| Any  | Campiona       | Finalista           | Resultat         |
| ---- | -------------- | ------------------- | ---------------- |
| 2018 | Olga Danilović | Anastassia Potàpova | 7−5, 6−7(1), 6−4 |

### Dobles femenins
| Any  | Campiones                           | Finalistes                         | Resultat |
| ---- | ----------------------------------- | ---------------------------------- | -------- |
| 2018 | Anastassia Potàpova Vera Zvonariova | Alexandra Panova Galina Voskoboeva | 6−0, 6−3 |